# Demanda química de oxígeno
'
La Demanda Química de Oxígeno (DQO) es un parámetro de calidad del agua, utilizado para evaluar el contenido de materia  que puede ser oxidada por un oxidante químico, generalmente dicromato potásico en medio ácido. La DQO se expresa en miligramos de oxígeno diatómico por litro (mg O2/L) y aunque el mayor contribuyente a la demanda química de oxígeno es la materia orgánica disueltas o en suspensión, también algunos componentes inorgánicos  presentes en el agua (sulfuros, sulfitos, yoduros, ...), contribuyen al resultado final de la DQO, quedando reflejados en la medida. Es por tanto, un parámetro relacionado con la contaminación del agua. Esto significa que aguas con altos valores de materia orgánica tendrán un valor muy elevado de DQO, lo que lleva a que esas aguas requieren mayor cantidad de oxígeno para llevar a cabo la degradación de la materia orgánica, consumiendo rápidamente el oxígeno disuelto y dificultando el desarrollo de los organismos vivos que habitan el medio.

## Fundamento
El principio básico en el que se fundamenta la prueba analítica de la DQO, es que casi todos los compuestos orgánicos pueden oxidarse completamente a dióxido de carbono. Esto ocurre de forma más o menos lenta en la misma naturaleza, por lo que las aguas naturales agitadas (cascadas, rápidos, etc.) suelen contener menos cantidad de materia orgánica. La reacción general, denominado {CH2O} al conjunto de la materia orgánica no nitrogenada es:
{\displaystyle {\ce {\{CH2O\} + O2 -> CO2 + H2O}}}
siendo el oxígeno consumido en la reacción, lo que representa la DQO, habitualmente expresada en mg de O2 por cada litro de agua. 
Sin embargo, hay que tener en cuenta que en las aguas naturales, contaminadas o no, también pueden estar presentes compuestos orgánicos nitrogenados (aminas, amidas, aminoácidos, etc.), la cantidad de oxígeno necesaria para oxidar un compuesto orgánico a dióxido de carbono, amoníaco y agua viene dada por:
{\displaystyle {\ce {CnHaObNc + (n + a/4 - b/2 - 3/4c)O2 -> nCO2 + (a/2 - 3/2)cH2O + cNH3}}}
y que además, el amoniaco producido, puede oxidarse a nitrato mediante procesos de nitrificación, lo que implica u n consumo adicional de oxígeno: 
{\displaystyle {\ce {NH3 + 2O2 -> NO3- + H3O+}}}
En consecuencia, dada la complejidad de los procesos de oxidación de la materia orgánica presente en el agua, en la que muchas veces intervienen, además numerosos organismos vivos, la determinación en el laboratorio requiere, en sustitución del oxígeno,  el empleo de oxidantes químicos fuertes, que en las condiciones adecuadas de acidez y temperatura pueden realizar la oxidación de la materia orgánica del agua en unas pocas horas. Conociendo la cantidad de agente oxidante consumido, puede ser determinada la cantidad equivalente de oxígeno que habría sido necesaria para llevar a cabo la oxidación de la materia orgánica. Como agentes oxidantes se pude utilizar el permanganato potásico o el dicromato potásico, siendo este último el de uso más habitual  y normalizado para aguas naturales y lodos y sedimentos, si bien, el dicromato,  no oxida el amoníaco a nitrato, por lo que la nitrificación no está incluida en la prueba de DQO estándar.  
La reacción del dicromato en medio ácido que tiene lugar es:
{\displaystyle {\ce {Cr2O7^2- + 14H+ + 6e- -> 2Cr^3+ + 7H2O}}}
Considerando que la oxidación por oxígeno en medio ácido es:
{\displaystyle {\ce {O2 + 4H+ + 4e- -> 2H2O}}}
y puesto que la reducción del dicromato a Cr(III) requiere de seis electrones y la de oxígeno a agua de cuatro, la equivalencia es de 6/4, es decir, que cada mol de dicromato oxida la misma cantidad de materia orgánica que 1,5 moles de oxígeno, ya que en el balance total de las reacciones redox tienen que intercambiarse igual número de electrones.
La DQO varía en función de las características de las materias presentes, de sus proporciones respectivas, de sus posibilidades de oxidación y de otras variables. Es un método aplicable en aguas continentales (ríos, lagos o acuíferos), aguas negras, aguas pluviales o aguas de cualquier otra procedencia que puedan contener una cantidad apreciable de materia orgánica.  La presencia de concentraciones relativamente altas de cloruros interfieren en el resultado final, ya que también son oxidados por el dicromato en medio ácido. 
{\displaystyle {\ce {6Cl- + Cr2O4^2- + 14H+ -> 3Cl2 + 2Cr^3+ + 7H2O}}}
La interferencia puede eliminarse añadiendo sulfato de mercurio(II) antes del análisis: 
{\displaystyle {\ce {Hg^2+ + 2Cl- -> HgCl2}}}

## Procedimiento de ensayo (método del dicromato de potasio)
El procedimiento se basa en la oxidación de la materia orgánica utilizando dicromato de potasio como oxidante en presencia de ácido sulfúrico e iones de plata (por ejemplo Ag2SO4) como catalizador. Una alícuota de la muestra de agua se coloca en un matraz para calentamiento a reflujo, se pone en medio fuertemente ácido mediante la adición de ácido sulfúrico concentrado, se añade  el catalizador y un exceso medido de disolución patrón de dicromato de potasio.  La muestra así preparada se calienta bajo reflujo durante dos horas a 150 °C. Transcurrido el tiempo de la digestión con dicromato, el exceso de éste, que no ha reaccionado con la materia orgánica se titula con una disolución normalizada de sulfato ferroso amónico (Fe(NH4)2(SO4)2). 
{\displaystyle {\ce {6Fe^2+ + Cr2O7^2- + 14H+ -> 6Fe^3+ + Cr^3+ + 7H2O}}}
El indicador del punto final utilizado en esta reacción, es la ferroína (fenantrolina ferrosa), un complejo de Fe(II) con el agente quelante 1,10-fenantrolinade color rojo. La ferroína puede oxidarse para formar el complejo de Fe(III) (fenantrolina férrica o, a veces, ferriina), de color azul claro. Esta reacción de oxidación-reducción es reversible:
{\displaystyle {\ce {Fe[C12H8N2]3^2+ (rojo) <=> Fe[C12H8N2]3^3+ (azul) + 1e-}}}
Al principio de la valoración, mientras quede Cr2O72-, la ferroína estará en la forma oxidada hasta que se consuma todo el exceso de Cr2O72- , tras lo cual, retorna a la forma reducida, de color rojo intenso. La demanda química de oxígeno se calcula a partir de la diferencia entre el dicromato añadido inicialmente y el dicromato encontrado tras la oxidación. Puesto que pequeñas cantidades de impurezas orgánicas o de sustancias reductoras habitualmente presentes en el agua utilizada para preparar las disoluciones o en los mismos reactivos, pueden afectar al resultado final de la determinación, en el procedimiento suelen incluirse dos o más muestras en blanco, consistentes en sustituir la muestra por igual cantidad del agua destilada o desionizada utilizada para preparar las disoluciones y seguir el mismo proceso que para la muestra real. Puesto que en los blancos hay muy poca materia oxidable, se requiere un mayor volumen de disolución de (Fe(NH4)2(SO4)2) para alcanzar el punto final. El consumo real del valorante se establece por diferencia entre el volumen consumido en los blancos y el consumido en las muestras reales.
Basándose en el mismo principio se puede utilizar la espectroscopia ultravioleta-visible, mediante mediciones fotométricas del color producido por la reducción del dicromato a ion cromo(III) (Cr3+) posterior a la digestión.

### Toma de muestras
Es preferible realizar la toma de muestras en recipientes de vidrio, puesto que los de plástico pueden contaminar la muestra con materiales orgánicos. Se debe proceder a analizar la DQO rápidamente tras la toma de la muestra, que además deberá ser representativa y estar bien homogeneizada. Antes del análisis el agua tamizada se decanta en un cono especial durante dos horas, tomándose entonces el agua residual por sifonación en la zona central de la probeta.

### Reactivos
- Agua destilada recientemente preparada.
- Sulfato de mercurio cristalizado.
- Disolución de sulfato de plata:

- Sulfato de plata cristalizado: 6,6 g y enrasar con ácido sulfúrico hasta 1000 ml.

- Disolución de sulfato de hierro (II) y de amonio (sal de Mohr) 0,025 N:

- Sulfato de hierro (II) y amonio: 98 g
- Ácido sulfúrico: 20 ml
- Enrasar con agua destilada hasta enrase a 1000 ml
- El valor de esta disolución debe verificarse todos los días.

- Disolución de dicromato de potasio 0,25 N:

- Dicromato de potasio (secado 2 horas a 110 °C): 12,2588 g y enrasar con agua destilada hasta 1000 ml.

- Disolución de ferroína:

- 1,10-fenantrolina: 1,485 g
- Sulfato de hierro (II): 0,695 g y enrasar con agua destilada hasta 100 ml.

Disolver la fenantrolina y el sulfato de hierro en agua y completar el volumen. Se puede también utilizar una disolución comercial.
- Habrá que verificar el valor de la disolución de sulfato de hierro(II) y amonio:
- En un vaso de precipitado introducir 25 ml exactamente medidos de disolución de dicromato de potasio 0,25 N y completar a 25 ml con agua destilada.
- Añadir 75 ml de ácido sulfúrico y dejar que se enfríe.
- Añadir algunas gotas de disolución sulfúrica de disolución de ferroína y determinar la cantidad necesaria de disolución de sulfato de hierro (II) y de amonio para obtener el viraje al rojo violáceo. Se expresa en (mg O2/l)

T= ml K2Cr2O7 x 0,25 ml Fe

### Procedimiento
1. Introducir 50 ml de agua a analizar en un matraz de 500 ml.
2. Añadir 1 g de sulfato de mercurio cristalizado y 5 ml de solución sulfúrica de sulfato de plata.
3. Calentar, si es necesario, hasta disolución completa.
4. Añadir 25 ml de disolución de dicromato de potasio 0,25 N y después 70 ml de solución sulfúrica de sulfato de plata.
5. Llevar a ebullición durante 2 horas bajo refrigerante a reflujo adaptado al matraz.
6. Dejar que se enfríe.
7. Diluir a 350 ml con agua destilada.
8. Añadir algunas gotas de disolución de ferroína.
9. Determinar la cantidad necesaria de disolución de sulfato de hierro (II) y amonio para obtener el viraje al rojo violáceo.
10. Proceder a las mismas operaciones con 50 ml de agua destilada.

### Expresión de los resultados
{\displaystyle DQO\quad (mg.L^{-1})={\frac {M(V_{o}-V)8000}{V_{s}}}}
Donde 
- V0 es el volumen de disolución de sulfato de hierro (II) y amonio utilizado en la valoración del blanco (ml)
- V es el volumen de disolución de sulfato de hierro (II) y amonio consumido en la valoración de la muestra (ml)
- T es el valor de la concentración de la disolución de sulfato de hierro (II) y amonio
- Vs es el volumen de la muestra tomada para la determinación.

## Método del permanganato de potasio
Durante muchos años se utilizó el agente oxidante permanganato de potasio (KMnO4), para medir la demanda química de oxígeno. En este método, como en el dicromato, se añade un exceso medido de disolución normalizada de permanganato de potasio en medio fuertemente ácido y se deja actuar a temperatura ambiente durante un tiempo determinado, que puede llegar a ser de cuatro horas. Transcurrido el tiempo establecido, el permanganato que no ha reaccionado se valora para determinar los moles consumidos por la materia orgánica, que será la diferencia entre los moles iniciales y los moles determinados en la valoración.
{\displaystyle {\ce {MnO4- + 8H+ +5e- -> Mn^2+ + 4H2O}}}
Para la determinación del exceso de permanganato, se pueden utilizar diferentes métodos, como por ejemplo el método indirecto de la yodometría, consistente en añadir disolución de yoduro de potasio, que al ser oxidado por el permanganato, libera yodo, que posteriormente se determina con disolución patrón de tiosulfato de sodio.
{\displaystyle {\ce {2MnO4- + 16H+ + 10I- -> 2Mn^2+ + 8H2O + 5I2}}}
{\displaystyle {\ce {I2 + 2S2O3^2- -> S4O6^2- + 2I-}}}
Las mediciones con permanganato se denominaron oxígeno consumido o, a veces, índice de permanganato, en lugar de la demanda química de oxígeno de las sustancias orgánicas. La reproducibilidad de los resultados obtenidos por este método es relativamente escasa, lo que dificulta obtener resultados comparativos en estudios interlaboratorios, aun utilizando las mismas muestras. Estudios comparativos entre la demanda biológica de oxígeno (DBO) y el método del permanganato, a menudo dan como resultado un mayor contenido de materia orgánica del que se puede estimar con el permanganato, lo que lleva a la conclusión de que el permanganato de potasio no es capaz de oxidar eficazmente todos los compuestos orgánicos en el agua.

## Comparación con la demanda biológica de oxígeno
El valor obtenido es siempre superior a la demanda biológica de oxígeno (aproximadamente el doble), ya que se oxidan por este método también las sustancias no biodegradables. La relación entre los dos parámetros es indicativa de la calidad del agua. En las aguas industriales puede haber una mayor concentración de compuestos no biodegradables.